# Giuseppe Ignazio Filippo d'Assia-Darmstadt
Giuseppe Ignazio Filippo d'Assia-Darmstadt (Bruxelles, 22 gennaio 1699 – Plombières-les-Bains, 20 agosto 1768) è stato langravio d'Assia-Darmstadt e principe vescovo di Augusta.

## Biografia

### I primi anni del vescovato

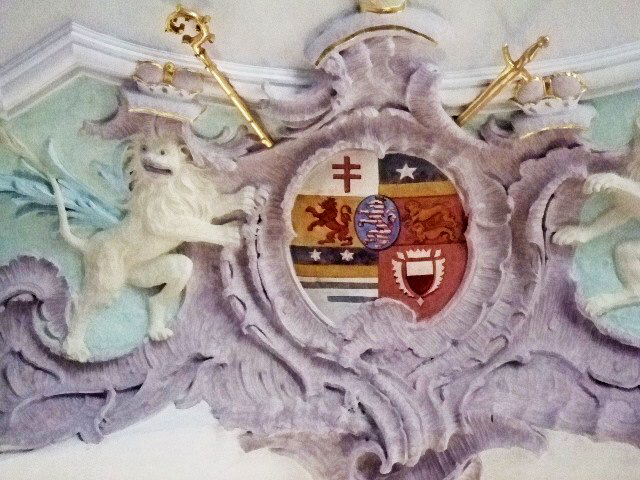
Stemma del principe vescovo nella chiesa di Unterroth, Nuova Ulma.

Figlio del langravio Filippo d'Assia-Darmstadt (1671 - 1736), fratello minore del langravio Ernesto Luigi d'Assia-Darmstadt, e della principessa Maria Teresa de Croÿ (1673 - 1714), figlia di Ferdinando Francesco Giuseppe di Croÿ, duca de Croÿ-Havré.
Compiuti i propri studi a Mantova, dove il padre stava ricoprendo la carica di governatore per conto dell'Austria, venne ordinato sacerdote il 13 marzo 1729. Il 2 gennaio 1741 fu nominato vescovo di Augusta. Il successivo 12 febbraio fece il suo ingresso solenne e venne consacrato dal vescovo ausiliare Johann Jakob von Mayr. Malgrado la sua posizione, entrò subito in contrasto con il capitolo della cattedrale che aveva proposto come successore alla cattedra episcopale di Augusta un membro della potente famiglia reale dei Wittelsbach di Baviera. La fazione a favore dei Wittelsbach, ad ogni modo, riuscì ad ottenere una parziale soddisfazione quando nel 1724 il vescovo di Ratisbona Giovanni Teodoro di Baviera (appartenente alla casata reale di Baviera) venne nominato vescovo coadiutore di Augusta. Supportato dagli Asburgo, dal padre e dallo zio Giorgio d'Assia-Darmstadt, Giuseppe d'Assia-Darmstadt riuscì a mantenere l'episcopato senza particolari contrasti.
Questo fatto, ad ogni modo, accentuò i contrasti tra Wittelsbach ed Asburgo che sfoceranno poi nella Guerra di successione austriaca. Il 29 aprile 1764 il vescovo di Ratisbona e Frisinga divenne Clemente Venceslao di Sassonia venne nominato vescovo coadiutore di Augusta. La Santa Sede sostenne questa candidatura, a tal punto che sarà lo stesso Clemente Venceslao a succedere su questa sede episcopale.

### Vescovo di Augusta e patrono della arti
La reggenza del vescovo Giuseppe d'Assia-Darmstadt fu contraddistinta da un periodo di benessere per il vescovato. Egli si preoccupò anche di incrementare le manifatture e le industrie della regione. Con questo intento, nel 1747 a Göggingen fondò una fabbrica di ceramiche e incrementò la già presente manifattura di Fayence. Egli fu anche patrono delle arti e della musica, fondando la Cappella Musicale del Duomo di Augusta alla metà del XVIII secolo. L'orchestra polifonica associata alla cappella, che constava di un centinaio di elementi, costituì un punto fondamentale per la musica da chiesa del periodo.
Dal 1743 al 1754 fece costruire la Residenza dei Vescovi di Augusta, una splendida reggia principesca in stile barocco. Per l'opera si vale dell'architetto Gabriel de Gabrieli di Eichstätt, che si incaricò anche del progetto della splendida facciata. Venne ristrutturata anche la chiesa medievale della città, sempre seguendo il gusto barocco. Allo stile rococò sono invece riconducibili le sale di rappresentanza come quella del Capitolo e lo Scalone d'Onore. Gli affreschi dello scalone, in particolare, furono eseguiti da Johann Georg Bergmüller nel 1752 e rappresentano le personificazioni dei tre fiumi che attraversano Augusta (Danubio, Lech e Wertach) e le quattro virtù cardinali: Prudenza, Giustizia, Fortezza e Temperanza. Sul soffitto, sovrastante le allegorie, si trova la personificazione della "Provvidenza Divina".
Giuseppe d'Assia-Darmstadt si preoccupò anche di far erigere nel 1760 una chiesa dei Gesuiti, essendo egli stesso un sostenitore dell'ordine. A livello amministrativo mantenne stretti contatti con l'Assia, sua terra nativa, e con l'Hannover, che era all'epoca in unione dinastica con i Sovrani della Gran Bretagna.
Morì in Francia, a Plombières-les-Bains presso Épinal il 20 agosto 1768.

## Genealogia episcopale e successione apostolica
La genealogia episcopale è:
- Vescovo Johannes Wolfgang von Bodman
- Vescovo Marquard Rudolf von Rodt
- Vescovo Alessandro Sigismondo di Palatinato-Neuburg
- Vescovo Johann Jakob von Mayer
- Vescovo Giuseppe Ignazio Filippo d'Assia-Darmstadt

La successione apostolica è:
- Vescovo Franz Xaver von Adelmann von Adelmannsfelden (1750)
- Arcivescovo Clemente Venceslao di Sassonia (1766)

## Ascendenza
|                                                       |                                            |                                                         | Genitori                                                  |  |  | Nonni |  |  | Bisnonni                              |  |  | Trisnonni                             |  |
|                                                       |                                            |                                                         |                                                           |  |  |       |  |  | Georg II, langravio d'Assia-Darmstadt |  |  | Ludwig V, langravio d'Assia-Darmstadt |  |
|                                                       |                                            |                                                         |                                                           |  |  |       |  |  | Georg II, langravio d'Assia-Darmstadt |  |  | Ludwig V, langravio d'Assia-Darmstadt |  |
|                                                       |                                            | Magdalena von Brandenburg                               |                                                           |  |  |       |  |  | Georg II, langravio d'Assia-Darmstadt |  |  |                                       |  |
| Ludwig VI, langravio d'Assia-Darmstadt                |                                            |                                                         |                                                           |  |  |       |  |  | Georg II, langravio d'Assia-Darmstadt |  |  |                                       |  |
|                                                       |                                            | Sophie Eleonore von Sachsen                             | Johann Georg I, principe elettore di Sassonia             |  |  |       |  |  |                                       |  |  |                                       |  |
|                                                       |                                            | Sophie Eleonore von Sachsen                             | Johann Georg I, principe elettore di Sassonia             |  |  |       |  |  |                                       |  |  |                                       |  |
|                                                       |                                            | Sophie Eleonore von Sachsen                             | Magdalena Sibylle von Preußen                             |  |  |       |  |  |                                       |  |  |                                       |  |
| Philipp von Hessen-Darmstadt                          |                                            | Sophie Eleonore von Sachsen                             |                                                           |  |  |       |  |  |                                       |  |  |                                       |  |
|                                                       |                                            | Ernst I, duca di Sassonia-Gotha-Altenburg               | Johann III, duca di Sassonia-Weimar-Altenburg             |  |  |       |  |  |                                       |  |  |                                       |  |
|                                                       |                                            | Ernst I, duca di Sassonia-Gotha-Altenburg               | Johann III, duca di Sassonia-Weimar-Altenburg             |  |  |       |  |  |                                       |  |  |                                       |  |
|                                                       |                                            | Ernst I, duca di Sassonia-Gotha-Altenburg               | Dorothea Maria von Anhalt                                 |  |  |       |  |  |                                       |  |  |                                       |  |
| Elisabeth Dorothea von Sachsen-Gotha-Altenburg        |                                            | Ernst I, duca di Sassonia-Gotha-Altenburg               |                                                           |  |  |       |  |  |                                       |  |  |                                       |  |
|                                                       |                                            | Elisabeth Sophia von Sachsen-Altenburg                  | Johann Philipp, duca di Sassonia-Altenburg                |  |  |       |  |  |                                       |  |  |                                       |  |
|                                                       |                                            | Elisabeth Sophia von Sachsen-Altenburg                  | Johann Philipp, duca di Sassonia-Altenburg                |  |  |       |  |  |                                       |  |  |                                       |  |
|                                                       |                                            | Elisabeth Sophia von Sachsen-Altenburg                  | Elisabeth von Braunschweig-Wolfenbüttel                   |  |  |       |  |  |                                       |  |  |                                       |  |
| Joseph Ignaz Philipp von Hessen-Darmstadt             |                                            | Elisabeth Sophia von Sachsen-Altenburg                  |                                                           |  |  |       |  |  |                                       |  |  |                                       |  |
|                                                       | Philippe François de Croÿ, II duca d'Havré | Philippe II de Croÿ signore di Solre e Molembais        |                                                           |  |  |       |  |  |                                       |  |  |                                       |  |
|                                                       | Philippe François de Croÿ, II duca d'Havré | Philippe II de Croÿ signore di Solre e Molembais        |                                                           |  |  |       |  |  |                                       |  |  |                                       |  |
|                                                       | Philippe François de Croÿ, II duca d'Havré | Guillemette de Coucy-Vervins, signora di Biez e Chemery |                                                           |  |  |       |  |  |                                       |  |  |                                       |  |
| Ferdinand Joseph de Croÿ, III duca d'Havré            | Philippe François de Croÿ, II duca d'Havré |                                                         |                                                           |  |  |       |  |  |                                       |  |  |                                       |  |
|                                                       |                                            | Marie Claire de Croÿ, I duchessa d'Havré                | Charles Alexandre de Croÿ, marchese di Havré              |  |  |       |  |  |                                       |  |  |                                       |  |
|                                                       |                                            | Marie Claire de Croÿ, I duchessa d'Havré                | Charles Alexandre de Croÿ, marchese di Havré              |  |  |       |  |  |                                       |  |  |                                       |  |
|                                                       |                                            | Marie Claire de Croÿ, I duchessa d'Havré                | Yolande de Ligne                                          |  |  |       |  |  |                                       |  |  |                                       |  |
| Marie de Croÿ d'Havré                                 |                                            | Marie Claire de Croÿ, I duchessa d'Havré                |                                                           |  |  |       |  |  |                                       |  |  |                                       |  |
|                                                       |                                            | Alexandre Timoléon van Halewijn, conte di Hames         | Karel Maximiliaan van Halewijn, signore di Wailly         |  |  |       |  |  |                                       |  |  |                                       |  |
|                                                       |                                            | Alexandre Timoléon van Halewijn, conte di Hames         | Karel Maximiliaan van Halewijn, signore di Wailly         |  |  |       |  |  |                                       |  |  |                                       |  |
|                                                       |                                            | Alexandre Timoléon van Halewijn, conte di Hames         | Catherine du Gué, signora di Lully                        |  |  |       |  |  |                                       |  |  |                                       |  |
| Marie Joséphine Barbe van Halewijn, contessa di Hames |                                            | Alexandre Timoléon van Halewijn, conte di Hames         |                                                           |  |  |       |  |  |                                       |  |  |                                       |  |
|                                                       |                                            | Yolande Barbe de Bassompierre                           | Georges Afriquain de Bassompierre, marchese di Remauville |  |  |       |  |  |                                       |  |  |                                       |  |
|                                                       |                                            | Yolande Barbe de Bassompierre                           | Georges Afriquain de Bassompierre, marchese di Remauville |  |  |       |  |  |                                       |  |  |                                       |  |
|                                                       |                                            | Yolande Barbe de Bassompierre                           | Henriette de Tornielle                                    |  |  |       |  |  |                                       |  |  |                                       |  |
|                                                       |                                            | Yolande Barbe de Bassompierre                           |                                                           |  |  |       |  |  |                                       |  |  |                                       |  |